# アンフィコエリアス
アンフィコエリアス（Amphicoelias）（両端がくぼんだ脊椎)は史上最大とされる竜脚類の一種。
模式種はアンフィコエリアス・アルトゥス（A. altus）で、断片的な化石より推定した体長は25 mとされる。アルトゥス種の記載者であるE. D. コープは1877年に自身が発見した1本の脊椎骨（背骨）の化石を、この属の恐竜のものと推定した事からアンフィコエリアス・フラギリムス（A. fragillimus）と命名した。特筆すべきは、その脊椎骨の断片は1500mm（復元すると約2.4m)あったといわれており、そこからアンフィコエリアス・アルトゥスが属するとされるデイプロドクス類を参照にすると、推定されるアンフィコエリアス・フラギリムスは全長はおよそ60 m超、体重およそ150tという超大型の竜脚類だったことになる。しかし、コープにより発見された唯一の物証であるその脊椎骨は、発掘されたコロラド州モリソンからニューヨークのアメリカ自然史博物館へ輸送する過程で、紛失してしまい所在は今も分かっていない。現在はコープによる不十分な化石についての記録と写生だけが残されている。そのため、アンフィコエリアス･フラギリムス自体の存在が怪しいものとされている（巨大な脊椎骨とされたのは単なる木の幹化石だった、1500mmは1050mmのタイプミスだったなどという説もある）。
ケネス・カーペンターはアンフィコエリアス･フラギリムスの記録を再検証した結果、この化石の記録からレッバキサウルス類の特徴がみられることに注目した。カーペンターはレッバキサウルス類をモデルにコープの記録を当てはめると、およそ30m超の（より「現実的」な数値の）体長を有する大型のレッバキサウルス類が想定されるとし、アンフィコエリアス・フラギリムス改めマラアプニサウルス（Maraapunisaurus）という新属を提唱している。
なお、現時点で知られている史上最大級の恐竜は、体長面で35メートルのマメンチサウルス、33メートルのディプロドクス（セイスモサウルス）、同じく33メートルのスーパーサウルス、30メートルのフタロンコサウルス等、重量面でアルゼンチノサウルス、サウロポセイドン、ドレッドノータス等である。

もしもアンフィコエリアスの存在が決定的なものになれば間違いなく歴史上最大級の生物となる。